# Stanford Moore
Stanford Moore (Chicago, 4 settembre 1913 – New York, 23 agosto 1982) è stato un biochimico statunitense.
Docente di biochimica all'Università Rockefeller di New York, studiò i rapporti interconnessi tra l'attività biologica e la struttura chimica delle proteine.
In collaborazione con William H. Stein, ideò un analizzatore automatico per gli amminoacidi, il cui impiego si diffuse nei principali laboratori di ricerca mondiali, che permise di determinare la struttura di un enzima, la ribonucleasi.
In seguito determinò la struttura della desossiribonucleasi, volgendo il suo interesse alla ricerca clinica.
Per queste scoperte venne insignito del Premio Nobel per la chimica nel 1972, assieme a Stein e Christian B. Anfinsen.